# Континентальная хоккейная лига
Континентальная хоккейная лига (КХЛ) — международная хоккейная лига, образованная в феврале 2008 года для клубов из России и других стран Европы и Азии. Организатор регулярного чемпионата КХЛ, в котором разыгрывается Кубок Континента, Кубок Открытия и плей-офф, в котором 16 команд соревнуются за Кубок Гагарина. По итогам плей-офф определяется победитель, который получает титул чемпиона КХЛ и становится обладателем главного трофея лиги — Кубка Гагарина.
До сезона 2023/24 лучший российский клуб по итогам плей-офф получал звание чемпиона России по хоккею с шайбой. Исключением был сезон 2014/15, когда чемпион России определялся по результатам регулярного чемпионата.
В сезоне 2025/26 в КХЛ будет выступать 22 клуба: 19 из России и по одному из Беларуси, Казахстана и Китая. Клубы разделены на две конференции — Западную и Восточную, каждая из которых делится на два дивизиона, которые носят имена советских хоккеистов и тренеров (дивизионы Тарасова и Боброва в Западной конференции и дивизионы Харламова и Чернышёва в Восточной конференции).

## История

### Предыстория

Логотип лиги, использовавшийся с 2008 по 2016 год

После того как в 1996 году была расформирована Межнациональная хоккейная лига, лучшие клубы СНГ разошлись по своим национальным чемпионатам. В октябре 2005 года глава Федерального агентства по физической культуре и спорту Вячеслав Фетисов предложил проект единой лиги для клубов России, Беларуси, Казахстана, Латвии, Украины (а в перспективе — и Западной Европы, и стран Дальнего Востока), теперь уже под названием Евроазиатской хоккейной лиги (ЕАХЛ). Лиги, независимой от национальных федераций, в частности от ФХР, и независимой от ПХЛ (организации, проводящей чемпионат российской Суперлиги). И лиги, прежде всего ориентированной на коммерческую модель, как в НХЛ. Девять российских клубов подписали договор о намерениях. Старт новой лиги был назначен на сезон 2006—2007 с 12 клубами в первом сезоне с перспективой расширения до 20 и более клубов в последующих сезонах. Но старт проекта в этом сезоне реализовать не удалось. В следующем сезоне 2007—2008 эта идея бурно обсуждалась, но до реальных действий дело не дошло.
Наконец, в феврале 2008 года, несмотря на противодействие со стороны ФХР, было принято решение о запуске лиги, первоначально названной Открытой Российской Хоккейной Лигой (ОРХЛ), в итоге получившей имя Континентальной Хоккейной Лиги (КХЛ). Президентом КХЛ стал Александр Медведев, а председателем совета директоров — Вячеслав Фетисов. В этом проекте воплотились почти все идеи, предлагаемые для лиги ЕАХЛ: участие изначально клубов СНГ, а далее и Западной Европы; драфт юниоров; разделение на именные дивизионы и конференции; потолок зарплат; именной кубок; жёсткие требования к клубам по инфраструктуре; «длинные» серии плей-офф до 4 побед. Серьёзным отличием от проекта ЕАХЛ являлось лишь то, что в ЕАХЛ планировалось изначально брать избранные клубы Суперлиги, в КХЛ же вошли все клубы, представленные в Суперлиге.

### Начало

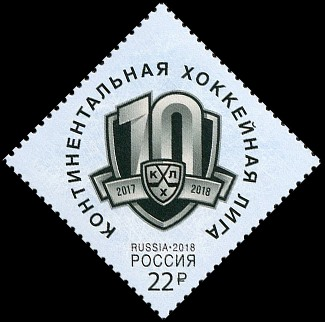
Почтовая марка 2018 год. Континентальная хоккейная лига. Символика 10-го юбилейного сезона

КХЛ была создана на основе Российской хоккейной Суперлиги и включала в себя на тот момент 24 клуба. Из них 21 клуб из России, а также по одному клубу из Беларуси, Казахстана и Латвии. По контракту с ФХР, если обладателем Кубка Гагарина становится российский клуб, то он также получает титул чемпиона России.
Первый чемпионат КХЛ прошёл в сезоне 2008/09, который организаторы считают экспериментальным. 2 сентября 2008 года первый гол в истории турнира забил 31-летний хоккеист рижского «Динамо» Александр Ниживий в ворота «Амура». 4 сентября 2008 года первый хет-трик (в ворота рижского «Динамо») оформил игрок новокузнецкого «Металлурга» Александр Шинкарь.
12 апреля 2009 года команда «Ак Барс» из Казани стала первым обладателем Кубка Гагарина и чемпионом КХЛ в сезоне 2008/09.

### Развитие лиги в первые годы и расширение состава участников (2009—2014)
В первые три года существования КХЛ состав участников оставался стабильным и держался на уровне 23-24 команд. Часть клубов («Химик», «Лада» и ХК «МВД») покинули лигу, но в то же время в числе участников чемпионата появились «Автомобилист» из Екатеринбурга и «Югра» из Ханты-Мансийска.
В сезоне 2011/12 в лиге должны были сыграть 24 клуба — в КХЛ был приглашён словацкий клуб «Лев» (Попрад), созданный специально для участия в КХЛ. Однако в итоге этот сезон из-за авиакатастрофы, произошедшей 7 сентября 2011 года, пропустил ярославский «Локомотив».
После этого число участников чемпионата росло год за годом. В сезоне 2012/13 в лигу вернулся «Локомотив», «Лев» из Попрада был ликвидирован, но одноимённая команда появилась в Праге и добавились два новых клуба — украинский «Донбасс» и словацкий «Слован». Через год лигу пополнили «Адмирал» (Владивосток) и хорватский «Медвешчак», а число команд-участниц чемпионата возросло до 28.
В сезоне 2014/15 количество участников сохранилось на той же отметке, но при этом «Лев», «Донбасс» и «Спартак» по разным причинам вышли из КХЛ. Вместо них появились «Лада», финский «Йокерит» и «Сочи».
Благодаря этим изменениям период до 2014 года связан с активным расширением КХЛ на запад — лига действительно обрела континентальный масштаб и в разное время состояла из клубов России, Беларуси, Казахстана, Латвии, Словакии, Чехии, Финляндии, Хорватии и Украины.
В декабре 2014 года президентом КХЛ стал Дмитрий Чернышенко, который заменил на этом посту Александра Медведева. После этого лига определила новый вектор для своего развития.

### Принятие стратегии развития КХЛ (2015—2019)
Президент лиги Дмитрий Чернышенко в феврале 2015 года на Совете директоров КХЛ представил стратегию развития КХЛ на три года. Основополагающие пункты стратегии: надёжная коммерческая модель, высочайший уровень соревнований и умение создавать привлекательный продукт для болельщиков. При этом в лиге начали появляться различные нововведения, в том числе, клубы начали получать доходы от реализации телевизионных прав. Сама КХЛ показывала финансовые успехи, завершая каждый сезон с прибылью. В декабре 2017 года Совет директоров КХЛ утвердил отчёт о реализации трёхлетней стратегии.
В марте 2018 года была принята новая, семилетняя стратегия развития КХЛ. Она была направлена на повышение спортивного уровня, коммерческой привлекательности и финансовой устойчивости клубов, а также снижение государственного финансирования. Инструментами для достижения этих целей стали введение «жёсткого» потолка зарплат, начиная с сезона 2020/21, штрафы за несвоевременную выплату зарплаты, внедрение принципов финансового FairPlay и увеличение числа матчей между принципиальными соперниками.
В период с 2017 по 2019 год число клубов-участников чемпионата сократилось с 29 до 24. В мае 2017 года в КХЛ был внедрён специальный рейтинг, в соответствии с которым оценивался потенциал клубов. Рейтинг формировался на основании различных параметров за последние три сезона — спортивных достижений, расходов на оплату труда игроков, ТВ-индекса, доли государственного финансирования, заполняемости арен, несвоевременной оплаты труда игроков, вместимости арен и потенциала локального рынка. Впоследствии часть этих критериев поменялась.
В 2016-м в КХЛ был принят китайский «Куньлунь Ред Стар», но в 2017 году из лиги вышли хорватский «Медвешчак» (из-за финансовых проблем) и новокузнецкий «Металлург» (на основании рейтинга), ещё через год турнир покинули «Лада» и «Югра» (также на основании рейтинга КХЛ). В 2019 году братиславский «Слован» вышел из лиги в связи с финансовыми трудностями. Что касается перечисленных клубов, то их неустойчивые финансовые модели не соответствовали курсу лиги, которая во главе угла ставит принципы «финансового Fair Play» и спортивной конкуренции. Некоторые команды, как тот же «Медвешчак» или новокузнецкий «Металлург», отпускали игроков в другие клубы и заключительные отрезки чемпионата проводили в неоптимальных составах, что в первую очередь нарушало спортивный принцип и создавало больший разрыв между командами.
В ноябре 2016 года лига объявила об объединении Кубка Вызова МХЛ, Матча звёзд КХЛ и Матча звёзд ЖХЛ в Неделю Звёзд хоккея. Впервые мероприятие прошло в Уфе в 2017 году, в 2018 лучших игроков трёх лиг приняла Астана (Казахстан), в 2019-м — Татарстан (Нижнекамск и Казань), в 2020-м — Москва. В 2021 году звёздная неделя должна была пройти в Риге, но в итоге её проведение было отменена из-за коронавируса. В 2022-м Неделя Звёзд хоккея была организована в Челябинске и прошла в декабре.
В 2019 году КХЛ подписала два соглашения, которые улучшили технологическую составляющую лиги. В марте был подписан договор о сотрудничестве с SAP.
Начиная с сезона 2019/20 в КХЛ появилась спортивная телематика (STM) и была внедрена система «Умные шайбы». КХЛ стала первой хоккейной лигой в мире, внедрившей подобную технологию. Игроки начали проводить матчи со специальными чипами, закреплёнными в их форме, и играть шайбами, внутри которых тоже находились чипы. Система STM в реальном времени предоставляет высокоточную и визуализированную статистику полностью в автоматическом режиме. В апреле 2022 года SAP объявила о прекращении работы в России.

### Новый президент КХЛ, введение «жёсткого» потолка зарплат (с 2020)
14 февраля 2020 года новым президентом КХЛ избран Алексей Морозов, в прошлом известный хоккеист и управляющий директор Молодёжной хоккейной лиги. На новом посту он продолжил реализацию семилетней стратегии КХЛ и вскоре, несмотря на возражения некоторых клубов, в регламент были внесены требования о «жёстком» потолке и поле зарплат. После этого Морозов продолжил принимать ключевые решения в первый месяц после назначения на пост главы лиги: из-за мировой пандемии коронавируса плей-офф КХЛ сезона 2019/20 не был доигран, в связи с чем обладатель Кубка Гагарина определён не был.
Из-за финансовых трудностей, вызванных пандемией COVID-19, клуб «Адмирал» (Владивосток) пропустил сезон 2020/21 и вернулся в состав участников чемпионата с сезона 2021/22. Все остальные клубы продолжили выступление в КХЛ, несмотря на логистические и иные трудности. Кроме того, был представлен механизм аренды игроков, в апреле 2021 года он был утверждён Советом директоров КХЛ.
Регулярный чемпионат сезона 2021/22 не был завершён из-за резкого ухудшения ситуации с заболеваемостью коронавирусом в командах и подготовки сборной России к Олимпийским играм — 2022 в Пекине. Однако плей-офф Кубка Гагарина состоялся в полном объёме, за исключением серии 1/4 финала Западной конференции между «Спартаком» и «Йокеритом». Финский клуб отказался от участия в плей-офф из-за вторжения России на Украину.
На олимпийском хоккейном турнире 2022 года сыграли 108 игроков КХЛ в 10 командах (ОКР — 22, Китай — 21, Финляндия — 16, Латвия — 11, Чехия — 9, Швеция — 8, Канада — 8, Словакия — 6, США — 5, Дания — 2). Игроки лиги в общей сложности получили 47 медалей из 75, а в символическую сборную турнира вошли пять хоккеистов КХЛ: Патрик Рыбар («Динамо» Минск), Егор Яковлев («Металлург»), Микко Лехтонен (СКА), Сакари Маннинен («Салават Юлаев»), Лукас Валльмарк (ЦСКА).[значимость факта?]
КХЛ продолжила распределять доходы за реализацию ТВ-прав между клубами. За семь лет сумма, распределяемая лигой, выросла со 114 млн рублей до 505,3 млн. Именно столько КХЛ выплатила клубам по итогам сезона 2020/21. Порядок распределения между клубами доходов от ТВ и коммерческих прав следующий: 30 % средств распределены поровну между всеми участниками чемпионата, 40 % делятся между клубами в соответствии с принципами телевизионного спроса, а ещё 30 % — по спортивному принципу (15 % распределяются среди всех участников плей-офф, 4,5 % достаются участникам регулярного чемпионата КХЛ, 7,5 % — обладателю Кубка Гагарина и 3 % — финалисту плей-офф).
Также лига разработала ряд индивидуальных рекомендаций клубам для повышения коммерческой эффективности маркетинговой деятельности. КХЛ совместно с клубами реализует цифровой проект «Единая база болельщиков».
В сезоне 2023/24 в КХЛ вернулась тольяттинская «Лада».

## Изменение состава участников КХЛ по сезонам
Начиная с сезона 2009/10 в лигу стали вступать другие клубы. Полный список изменений в составе участников КХЛ за время существования лиги:
| Сезон   | Вступили в КХЛ перед сезоном                                                                             | Вышли из КХЛ перед сезоном                                          | Общее число участников |
| ------- | --- | ------------------------------------------------------------------- | ---------------------- |
| 2009/10 | «Автомобилист» (Екатеринбург)                                                                            | «Химик» (Воскресенск)                                               | 24                     |
| 2010/11 | «Югра» (Ханты-Мансийск)                                                                                  | «Лада» (Тольятти) ХК «МВД» (Балашиха)*                              | 23                     |
| 2011/12 | «Лев» (Попрад, Словакия)                                                                                 | «Локомотив» (Ярославль)**                                           | 23                     |
| 2012/13 | «Локомотив» (Ярославль) «Лев» (Прага, Чехия) «Донбасс» (Донецк, Украина) «Слован» (Братислава, Словакия) | «Лев» (Попрад, Словакия)                                            | 26                     |
| 2013/14 | «Адмирал» (Владивосток) «Медвешчак» (Загреб, Хорватия)                                                   |                                                                     | 28                     |
| 2014/15 | «Лада» (Тольятти) ХК «Сочи» «Йокерит» (Хельсинки, Финляндия)                                             | «Лев» (Прага, Чехия) «Донбасс» (Донецк, Украина) «Спартак» (Москва) | 28                     |
| 2015/16 | «Спартак» (Москва)                                                                                       | «Атлант» (Мытищи)                                                   | 28                     |
| 2016/17 | «Куньлунь Ред Стар» (Пекин, Китай)                                                                       |                                                                     | 29                     |
| 2017/18 | | «Медвешчак» (Загреб, Хорватия) «Металлург» (Новокузнецк)            | 27                     |
| 2018/19 | | «Лада» (Тольятти) «Югра» (Ханты-Мансийск)                           | 25                     |
| 2019/20 | | «Слован» (Братислава, Словакия)                                     | 24                     |
| 2020/21 | | «Адмирал» (Владивосток)                                             | 23                     |
| 2021/22 | «Адмирал» (Владивосток)                                                                                  |                                                                     | 24                     |
| 2022/23 | | «Динамо» (Рига, Латвия)*** «Йокерит» (Хельсинки, Финляндия)****     | 22                     |
| 2023/24 | «Лада» (Тольятти)                                                                                        |                                                                     | 23                     |
| 2024/25 | |                                                                     | 23                     |
| 2025/26 | | «Витязь» (Московская область)                                       | 22                     |

Примечания:
* — ХК «МВД» прошёл слияние с московским «Динамо» и получил название объединённый хоккейный клуб «Динамо».
** — «Локомотив» пропустил сезон в КХЛ из-за гибели игроков, тренеров и персонала команды в авиакатастрофе в аэропорту Туношна 7 сентября 2011 года, сезон 2011/12 клуб провёл в Высшей хоккейной лиге (ВХЛ).
*** — рижское «Динамо» в феврале 2022 года объявило о выходе из состава участников КХЛ на фоне военного конфликта между Россией и Украиной.
**** — финский «Йокерит» в феврале 2022 года отказался от участия в плей-офф Кубка Гагарина на фоне военного конфликта между Россией и Украиной и впоследствии вышел из состава участников КХЛ.

## Принципиальные противостояния клубов КХЛ
Наиболее принципиальным в КХЛ является противостояние между хоккейными клубами «Ак Барс» из Казани и «Салават Юлаев» из Уфы, которое называют зелёным дерби. Также выделяют матчи между омским «Авангардом» и новосибирской «Сибирью» (сибирское дерби), армейское дерби (противостояние петербургского СКА и московского ЦСКА), уральское дерби (противостояние екатеринбургского «Автомобилиста» и челябинского «Трактора»), южноуральское дерби (противостояние магнитогорского «Металлурга» и челябинского «Трактора»), московские дерби (матчи столичных клубов ЦСКА, «Спартака» и «Динамо»), дальневосточное дерби (матчи хабаровского «Амура» и «Адмирала» из Владивостока), волжское дерби (противостояние нижегородского «Торпедо» и ярославского «Локомотива»), динамовское дерби (матчи минского и московского «Динамо»). До сезона 2021/22 существовало северное дерби (противостояние петербургского СКА и хельсинского «Йокерита»). До этого же года ещё одним компонентом динамовского дерби было рижское «Динамо».
Ежегодно лига увеличивает число матчей между принципиальными соперниками в календаре регулярного чемпионата. Так, в сезоне 2022/23 по шесть игр между собой провели: «Ак Барс» и «Салават Юлаев», столичные «Динамо» и «Спартак», СКА и ЦСКА, ЦСКА и «Динамо» (Москва), «Автомобилист» и «Трактор». «Амур» и «Адмирал» в течение сезона встретились 10 раз. В сезоне 2023/2024 каждая команда проводит по 6 матчей с двумя (в Западной конференции) или одним (в Восточной) соперником.

## Президенты КХЛ
- Александр Медведев (2 сентября 2008 — 28 ноября 2014);
- Дмитрий Чернышенко (28 ноября 2014 — 21 января 2020);
- Алексей Морозов (с 14 февраля 2020).

## Матч всех звёзд
Матч звёзд Континентальной хоккейной лиги ежегодно проводится с 2009 года. Сначала матчи проходили с участием команд, в которых собраны лучшие игроки-иностранцы и лучшие игроки-россияне, сами команды получили названия Ягр-тим и Яшин-тим, по именам своих капитанов Яромира Ягра и Алексея Яшина соответственно. В сезоне 2010/11 формат матча был изменён — «Команда Яшина» комплектовались из игроков, представляющих Западную конференцию, а «Команда Ягра» — из игроков Восточной.
В 2012-м по тому же принципу были собраны «Команда Озолиньша» и «Команда Фёдорова», названные по именам своих капитанов Сандиса Озолиньша и Сергея Фёдорова. В 2013 году капитанами команд были Илья Ковальчук и Алексей Морозов, поэтому команды были названы в честь них.
С 2014 по 2016 годы команды были названы по конференциям — «Запад» и «Восток». Начиная с 2017 года формат изменился — КХЛ объединила Матч звёзд КХЛ, Кубок вызова МХЛ и Матч звёзд ЖХЛ в Неделю звёзд хоккея, а в звёздном уик-энде КХЛ принимали участие команды четырёх дивизионов лиги: Харламова, Чернышёва, Тарасова и Боброва.
В 2022 году планировалось нововведение, согласно которому команды на Матч звёзд формировались по национальному признаку. В мероприятии, изначально запланированном на январь 2022 года, должны были сыграть команды «Россия», «Северная Америка», «Скандинавия» и «Евразия». Однако в конце декабря 2021-го КХЛ объявила о переносе сроков проведения Недели звёзд хоккея из-за ухудшения эпидемиологической ситуации в мире, связанной с заболеваемостью коронавирусом. Позднее стало известно, что Неделя звёзд — 2022 состоится в Челябинске с 3 по 11 декабря 2022 года.

## Драфт расширения
Впервые драфт расширения КХЛ состоялся перед сезоном 2013/14 для формирования состава для нового клуба КХЛ из Владивостока, который впоследствии получил название «Адмирал». Клуб из Владивостока имел право выбрать по одному полевому игроку из пяти представленных от каждого клуба КХЛ, кроме иностранных команд и ярославского «Локомотива», в отношении которого действовала программа возрождения клуба после авиакатастрофы 7 сентября 2011 года. Допускалось выбрать до семи иностранных игроков, в том числе не более одного вратаря.
Перед сезоном 2014/15 подобная процедура была проведена в отношении других новичков КХЛ — ХК «Сочи» и «Лады». Условия отличались от тех, что были годом ранее: каждый клуб лиги, кроме «Локомотива», «Спартака» и иностранных команд выставлял на драфт расширения двух игроков 1993 года рождения и старше. К моменту проведения драфта расширения составы клубов были практически укомплектованы, поэтому «Сочи» выбрал трёх игроков, а «Лада» — одного.

## Драфт юниоров
Драфт юниоров КХЛ — церемония закрепления спортивных прав в вертикали КХЛ на лучших юниоров из России, Канады, США, Европы и Азии. Впервые драфт был проведён в 2009 году в офисе КХЛ, позже с 2011 года драфт начали проводить на ледовых аренах хоккейных клубов. Драфт КХЛ проводился один раз в год, обычно в течение двух-трёх месяцев после завершения предыдущего сезона. В 2015 году переименован в Ярмарку юниоров КХЛ, а в 2016-м состоялась последняя подобная церемония.
В 2017 году в регламент КХЛ был принят новый порядок закрепления прав клубами на выпускников своих хоккейных школ, в соответствии с которым клубы могут подписать неограниченное число соглашений с собственными воспитанниками, выпускающимися из клубных хоккейных школ, в период с 1 февраля по 30 апреля каждого года.

## Профсоюз игроков
Профсоюз игроков КХЛ — это профсоюз, объединяющий игроков КХЛ для представления их интересов в Континентальной хоккейной лиге. Из-за нескольких скандалов, связанных с невыплатой долгов по зарплате игрокам московского «Динамо» и «Адмирала» и избиением судьи главой профсоюза Андрея Коваленко во время любительского матча, КХЛ в 2018 году исключила из регламента лиги пункт об обязательном членстве хоккеистов в Профсоюзе игроков КХЛ.
Председатель профсоюза игроков КХЛ — Андрей Коваленко (с 12.04.2008 по 04.10.2020), Виктор Макаров (с 04.10.2020).

## Посещаемость
Ниже приведены таблицы посещаемости регулярных чемпионатов КХЛ и отдельно стадии плей-офф.
| Регулярный чемпионат |       |     |                    |           |               |           |
| Сезон                | Клубы | Игр | Общая посещаемость | В среднем | Самая высокая | Команда   |
| 2008/2009            | 24    | 672 | 3 438 742          | 5117      | 9480          | Авангард  |
| 2009/2010            | 24    | 672 | 3 720 247          | 5536      | 9868          | СКА       |
| 2010/2011            | 23    | 621 | 3 597 102          | 5793      | 11 639        | Динамо Мн |
| 2011/2012            | 23    | 621 | 3 672 902          | 5914      | 14 193        | Динамо Мн |
| 2012/2013            | 26    | 676 | 4 126 725          | 6105      | 14 299        | Динамо Мн |
| 2013/2014            | 28    | 756 | 4 596 836          | 6080      | 12 133        | СКА       |
| 2014/2015            | 28    | 840 | 5 395 035          | 6422      | 13 083        | Динамо Мн |
| 2015/2016            | 28    | 840 | 5 292 728          | 6300      | 10 451        | Динамо Мн |
| 2016/2017            | 29    | 870 | 5 328 314          | 6124      | 11 256        | Динамо Мн |
| 2017/2018            | 27    | 756 | 4 711 996          | 6232      | 9894          | СКА       |
| 2018/2019            | 25    | 775 | 4 952 107          | 6389      | 10 232        | СКА       |
| 2019/2020            | 24    | 743 | 4 830 293          | 6492      | 13 618        | СКА       |
| 2020/2021*           | 23    | 690 | 1 383 515          | 2005      | 6073          | СКА       |
| 2021/2022*           | 24    | 589 | 1 343 478          | 2348      | 6304          | Динамо Мн |
| 2022/2023            | 22    | 748 | 4 062 632          | 5431      | 11 527        | Авангард  |
| 2023/2024            | 23    | 782 | 5 178 246          | 6622      | 13 570        | СКА       |
| 2024/2025            | 23    | 782 | 5 706 785          | 7298      | 17 648        | СКА       |
| 2025/2026            | 22    |     |                    |           |               |           |

| Плей-офф |       |     |                    |           |
| Сезон    | Клубы | Игр | Общая посещаемость | В среднем |
| 2009     | 16    | 61  | 448 206            | 7348      |
| 2010     | 16    | 72  | 503 451            | 6992      |
| 2011     | 16    | 86  | 696 169            | 8095      |
| 2012     | 16    | 83  | 648 006            | 7807      |
| 2013     | 16    | 84  | 648 361            | 7719      |
| 2014     | 16    | 83  | 593 297            | 7148      |
| 2015     | 16    | 80  | 671 058            | 8388      |
| 2016     | 16    | 80  | 626 323            | 7829      |
| 2017     | 16    | 74  | 605 968            | 8188      |
| 2018     | 16    | 78  | 606 675            | 7777      |
| 2019     | 16    | 80  | 692 697            | 8658      |
| 2020**   | 16    | 40  | 288 656            | 7216      |
| 2021*    | 16    | 79  | 407 831            | 5162      |
| 2022*    | 15    | 76  | 499 198            | 6568      |
| 2023     | 16    | 87  | 729 876            | 8389      |
| 2024     | 16    | 80  | 751 703            | 9396      |
| 2025     | 16    | 87  | 836 472            | 9614      |

Примечания:
* — в сезонах 2020/21 и 2021/22 действовали коронавирусные ограничения и арены клубов не были заполнены на 100 %.
** — в сезоне 2019/20 плей-офф был завершён досрочно из-за пандемии коронавируса.

## Структура КХЛ
В состав КХЛ входят четыре лиги и ряд различных организаций (например, телеканалы KHL и KHL Prime):
- КХЛ
- МХЛ
- ЖХЛ
- КХЛ 3х3

Всероссийская хоккейная лига (ВХЛ) и Национальная молодёжная хоккейная лига (НМХЛ) входят в структуру Федерации хоккея России.

## Структура сезона
Структура проведения Чемпионата КХЛ, состав конференций и дивизионов ежегодно определяются и утверждаются Правлением КХЛ. Состав участников Чемпионата КХЛ предстоящего сезона ежегодно определяется и утверждается Советом директоров КХЛ.
Лигу составляют две конференции, по географическому принципу: Восточная конференция и Западная конференция. Каждая конференция включает в себя по два дивизиона. Западная конференция: Дивизион Боброва и Дивизион Тарасова, Восточная конференция: Дивизион Харламова и Дивизион Чернышёва. В дивизионах Боброва и Харламова по пять команд, в дивизионах Тарасова и Чернышёва — по шесть команд.
В сезонах 2022/23 и 2023/24 китайский клуб «Куньлунь Ред Стар» выступает в Западной конференции, поскольку команда вынуждена проводить домашние матчи в Мытищах. Это связано с коронавирусными ограничениями в Китае.
КХЛ владеет правом на проведение чемпионата России по хоккею, срок действия договора между лигой и ФХР рассчитан до 30 апреля 2025 года. Согласно регламенту, чемпионом России становится лучший российский клуб КХЛ по результатам плей-офф. Исключением стал сезон 2014/15, когда титул чемпиона России получил победитель регулярного чемпионата КХЛ — московский ЦСКА.

### Регулярный сезон
В сезоне 2023/24 на Первом этапе каждая команда проведёт 68 игр — по два матча с каждым соперником (всего 42), ещё по два с каждой командой в своей конференции (всего 20 на Западе и 22 на Востоке) и ещё два с одним или двумя принципиальными соперниками.
По результатам Первого этапа определяются:
1. Победитель Регулярного чемпионата Континентальной хоккейной лиги;
2. Победители Дивизионов;
3. Порядок занятых клубами мест в Конференциях для определения пар команд-участников игр серий плей-офф на Втором этапе Чемпионата.

Команда, набравшая больше всего очков, становится победителем регулярного чемпионата, ей вручается Кубок Континента.
По окончании регулярного сезона команда, набравшая больше всех очков в своём дивизионе, становится чемпионом дивизиона (учитываются очки от игр со всеми командами, а не только с командами своего дивизиона).
За победу в матчах регулярного чемпионата присуждается два очка (до сезона 2017/18 за победу в основное время присуждалось три очка). Общая система начисления очков выглядит так:
|                                       | до сезона 2017/18 | с сезона 2018/19 |
| ------------------------------------- | ----------------- | ---------------- |
| Победа в основное время               | 3 очка            | 2 очка           |
| Победа в овертайме или по буллитам    | 2 очка            | 2 очка           |
| Поражение в овертайме или по буллитам | 1 очко            | 1 очко           |
| Поражение в основное время            | 0 очков           | 0 очков          |

### Плей-офф Кубка Гагарина
Команды, занявшие по итогам первого этапа места с 1-го по 8-е в своих конференциях, участвуют во втором этапе чемпионата. Ранее первые два места в таблице занимали команды-победители дивизионов, однако с сезона 2021/22 это правило было отменено и команды располагались в таблице по количеству набранных очков вне зависимости от дивизиона.
На втором этапе по 8 команд в каждой из конференций (всего 16 команд) по системе плей-офф определяют победителей в конференциях Запад и Восток, которым будут вручены кубки «Победителю конференции „Запад“» и «Победителю конференции „Восток“». Победители в конференциях выявляют в серии матчей между собой чемпиона Континентальной хоккейной лиги, которому будет вручён Кубок Гагарина.
Также по соглашению с ФХР определяются чемпион России, серебряный и бронзовый призёры — ими могут стать лучшие российские клубы КХЛ по итогам плей-офф. При этом третье место занимает клуб, проигравший в финале плей-офф своей конференции и занявший более высокое место по итогам регулярного чемпионата.
В Конференциях проводятся серии матчей 1/4 финала, 1/2 финала и финал. В финале Кубка Гагарина принимают участие победители конференций. Серии плей-офф проводятся до четырёх побед.

### Кубок Надежды
В сезонах 2012/13 и 2013/14 Континентальная хоккейная лига проводила турнир «Надежда» (на Кубок Надежды) для команд, занявших по итогам первого этапа чемпионата места с 9-го и ниже в своих конференциях.
Турнир состоял из четырёх стадий по системе «плей-офф» (квалификационный раунд, 1/4 финала, полуфиналы и финал). После сезона 2013/14 было принято решение о нецелесообразности дальнейшего проведения турнира по экономическим соображениям.

### Предложения по реформированию КХЛ
В феврале 2019 года Юрий Новиков предложил реформировать КХЛ, уменьшив количество участников, создав Суперлигу и перевести туда более слабые команды. В июне 2022 года ФХР выступила с инициативой разделения КХЛ на две конференции — с топ-клубами и аутсайдерами чемпионата, однако на сезон 2022/23 структура проведения чемпионата КХЛ осталась прежней.

## Команды

### Сезон 2025/2026
| Дивизион              | Команда              | Город                | Арена (вместимость)            | Основан              | в КХЛ                | Главный тренер       | Капитан              | Кубок                |
| Западная конференция  | Западная конференция | Западная конференция | Западная конференция           | Западная конференция | Западная конференция | Западная конференция | Западная конференция | Западная конференция |
| --------------------- | -------------------- | -------------------- | ------------------------------ | -------------------- | -------------------- | -------------------- | -------------------- | -------------------- |
| Дивизион Боброва      | Лада                 | Тольятти             | «Лада-Арена» (6034)            | 1976                 | 2008                 | Борис Миронов        |                      |                      |
| Дивизион Боброва      | СКА                  | Санкт-Петербург      | «Ледовый дворец» (12 300)      | 1946                 | 2008                 | Игорь Ларионов       |                      | 2017                 |
| Дивизион Боброва      | Сочи                 | Сочи                 | ЛД «Большой» (12 000)          | 2014                 | 2014                 | Вячеслав Козлов      | Кирилл Рассказов     |                      |
| Дивизион Боброва      | Спартак              | Москва               | «Мегаспорт» (12 396)           | 1946                 | 2008                 | Алексей Жамнов       | Дмитрий Вишневский   |                      |
| Дивизион Боброва      | Торпедо              | Нижний Новгород      | КРК «Нагорный» (5500)          | 1946                 | 2008                 | Алексей Исаков       |                      |                      |
| Дивизион Тарасова     | Динамо               | Минск                | «Минск-Арена» (15 086)         | 1976                 | 2008                 | Дмитрий Квартальнов  | Андрей Стась         |                      |
| Дивизион Тарасова     | Динамо               | Москва               | «ВТБ Арена» (10 523)           | 1946                 | 2008                 | Алексей Кудашов      | Никита Гусев         | 2013                 |
| Дивизион Тарасова     | Шанхай Дрэгонс       | Шанхай               | «СКА Арена» (21 500)           | 2016                 | 2016                 |                      | Брэндон Ип           |                      |
| Дивизион Тарасова     | Локомотив            | Ярославль            | «Арена-2000. Локомотив» (9070) | 1959                 | 2008                 | Боб Хартли           | Александр Елесин     | 2025                 |
| Дивизион Тарасова     | Северсталь           | Череповец            | «Ледовый дворец» (5536)        | 1956                 | 2008                 | Андрей Козырев       | Адам Лишка           |                      |
| Дивизион Тарасова     | ЦСКА                 | Москва               | «ЦСКА Арена» (12 100)          | 1946                 | 2008                 | Игорь Никитин        | Никита Нестеров      | 2023                 |
| Восточная конференция |                      |                      |                                |                      |                      |                      |                      |                      |
| Дивизион Харламова    | Автомобилист         | Екатеринбург         | «УГМК-Арена» (12 588)          | 2006                 | 2009                 | Николай Заварухин    | Анатолий Голышев     |                      |
| Дивизион Харламова    | Ак Барс              | Казань               | «Татнефть Арена» (8937)        | 1956                 | 2008                 | Анвар Гатиятулин     | Дмитрий Яшкин        | 2018                 |
| Дивизион Харламова    | Металлург            | Магнитогорск         | «Арена Металлург» (7704)       | 1955                 | 2008                 | Андрей Разин         | Егор Яковлев         | 2024                 |
| Дивизион Харламова    | Нефтехимик           | Нижнекамск           | ЛД «Нефтехим Арена» (5500)     | 1968                 | 2008                 | Игорь Гришин         | Александр Дергачёв   |                      |
| Дивизион Харламова    | Трактор              | Челябинск            | Ледовая арена «Трактор» (7500) | 1947                 | 2008                 | Бенуа Гру            |                      |                      |
| Дивизион Чернышёва    | Авангард             | Омск                 | «G-Drive Арена» (12 011)       | 1950                 | 2008                 | Ги Буше              | Дамир Шарипзянов     | 2021                 |
| Дивизион Чернышёва    | Адмирал              | Владивосток          | «Фетисов Арена» (5915)         | 2013                 | 2013                 | Леонид Тамбиев       | Либор Шулак          |                      |
| Дивизион Чернышёва    | Амур                 | Хабаровск            | «Платинум Арена» (7100)        | 1957                 | 2008                 | Александр Гальченюк  | Евгений Грачёв       |                      |
| Дивизион Чернышёва    | Барыс                | Астана               | «Барыс Арена» (11 626)         | 1999                 | 2008                 | Галым Мамбеталиев    | Роман Старченко      |                      |
| Дивизион Чернышёва    | Салават Юлаев        | Уфа                  | «Уфа-Арена» (8522)             | 1961                 | 2008                 | Виктор Козлов        | Григорий Панин       | 2011                 |
| Дивизион Чернышёва    | Сибирь               | Новосибирск          | «Сибирь-Арена» (12 000)        | 1962                 | 2008                 | Вадим Епанчинцев     | Сергей Широков       |                      |

## Выступление команд в лиге
С момента основания лиги в 2008 году в чемпионатах КХЛ приняло участие 35 команд. Из них 32 команды выходили в плей-офф хотя бы в одном из сезонов.
В таблице указаны места команд по итогам регулярной части чемпионатов КХЛ, а также достигнутые раунды плей-офф в каждом сезоне КХЛ (обозначено цветом). Команды упорядочены с учётом наилучших занятых мест по итогам их выступления в чемпионатах КХЛ.
Сезон 2019/20 не был завершён из-за пандемии коронавируса.
| Команда          | Команда        | 2009 | 2010 | 2011 | 2012 | 2013 | 2014 | 2015 | 2016 | 2017 | 2018 | 2019 | 2020 | 2021 | 2022 | 2023 | 2024 | 2025 | 2026 |
| ---------------- | -------------- | ---- | ---- | ---- | ---- | ---- | ---- | ---- | ---- | ---- | ---- | ---- | ---- | ---- | ---- | ---- | ---- | ---- | ---- |
|                  | ЦСКА           | 4    | 12   | 19   | 18   | 6    | 12   | 1    | 1    | 1    | 2    | 1    | 1    | 1    | 7    | 2    | 13   | 11   |      |
| Ак Барс          | 2              | 8    | 4    | 6    | 2    | 4    | 4    | 12   | 7    | 4    | 8    | 2    | 2    | 5    | 4    | 8    | 7    |      |      |
| Металлург (Мг)   | 6              | 3    | 5    | 4    | 7    | 2    | 6    | 8    | 3    | 8    | 6    | 13   | 7    | 1    | 10   | 3    | 4    |      |      |
| СКА              | 8              | 2    | 7    | 2    | 1    | 3    | 2    | 10   | 2    | 1    | 2    | 3    | 6    | 3    | 1    | 2    | 13   |      |      |
| Динамо (Москва)* | 7              | 5    | 6    | 3    | 4    | 1    | 3    | 6    | 4    | 18   | 10   | 7    | 3    | 8    | 6    | 1    | 5    |      |      |
| Локомотив        | 3              | 7    | 3    | В    | 8    | 15   | 10   | 2    | 5    | 5    | 4    | 11   | 5    | 11   | 3    | 4    | 1    |      |      |
| Авангард         | 16             | 11   | 1    | 5    | 3    | 20   | 8    | 5    | 6    | 12   | 7    | 6    | 4    | 10   | 8    | 5    | 8    |      |      |
| Салават Юлаев    | 1              | 1    | 2    | 8    | 9    | 8    | 14   | 9    | 15   | 10   | 11   | 12   | 8    | 4    | 7    | 6    | 3    |      |      |
|                  | Трактор        | 12   | 18   | 18   | 1    | 5    | 19   | 15   | 19   | 10   | 6    | 17   | 21   | 9    | 2    | 16   | 11   | 2    |      |
| Атлант           | 5              | 6    | 8    | 9    | 17   | 17   | 16   | М    | М    | М    | М    | М    | М    | М    | М    | М    | М    | М    |      |
| Лев (Прага)      |                |      |      |      | 15   | 5    |      |      |      |      |      |      |      |      |      |      |      |      |      |
| ХК МВД           | 18             | 4    |      |      |      |      |      |      |      |      |      |      |      |      |      |      |      |      |      |
|                  | Автомобилист   | ВЛ   | 19   | 20   | 22   | 26   | 14   | 18   | 14   | 21   | 7    | 3    | 8    | 12   | 18   | 9    | 9    | 6    |      |
| Сибирь           | 19             | 20   | 11   | 20   | 12   | 13   | 7    | 7    | 19   | 14   | 18   | 10   | 18   | 14   | 11   | 18   | 15   |      |      |
|                  | Йокерит        |      |      |      |      |      |      | 5    | 3    | 12   | 3    | 9    | 5    | 10   | 6    |      |      |      |      |
| Торпедо          | 11             | 15   | 17   | 7    | 20   | 9    | 12   | 11   | 9    | 11   | 14   | 15   | 14   | 16   | 5    | 14   | 14   |      |      |
| Нефтехимик       | 14             | 9    | 15   | 17   | 14   | 25   | 22   | 16   | 20   | 9    | 19   | 16   | 20   | 15   | 15   | 17   | 17   |      |      |
| Донбасс          |                |      |      | В    | 18   | 6    |      |      |      |      |      |      |      |      |      |      |      |      |      |
| Спартак          | 9              | 10   | 12   | 19   | 23   | 23   | М    | 21   | 26   | 16   | 13   | 9    | 16   | 12   | 19   | 7    | 9    |      |      |
| Барыс            | 15             | 14   | 14   | 10   | 10   | 7    | 11   | 17   | 13   | 19   | 5    | 4    | 11   | 17   | 20   | 22   | 23   |      |      |
| Динамо (Рига)    | 10             | 13   | 13   | 15   | 24   | 10   | 21   | 22   | 28   | 26   | 16   | 23   | 23   | 22   |      |      |      |      |      |
| Динамо (Минск)   | 22             | 17   | 16   | 13   | 19   | 26   | 9    | 18   | 8    | 20   | 24   | 24   | 15   | 13   | 18   | 16   | 10   |      |      |
| Северсталь       | 17             | 16   | 9    | 11   | 11   | 18   | 17   | 27   | 23   | 17   | 22   | 20   | 13   | 9    | 14   | 10   | 12   |      |      |
| Адмирал          |                |      |      |      |      | 16   | 19   | 13   | 16   | 22   | 21   | 22   | М    | 23   | 13   | 20   | 16   |      |      |
|                  | Сочи           |      |      |      |      |      |      | 13   | 4    | 14   | 15   | 12   | 19   | 21   | 21   | 22   | 21   | 21   |      |
| Югра             | ВЛ             | ВЛ   | 10   | 14   | 16   | 22   | 25   | 23   | 25   | 27   | В    | В    | В    | В    | В    | В    | В    | В    |      |
| Витязь           | 23             | 23   | 21   | 23   | 22   | 24   | 20   | 24   | 11   | 21   | 15   | 14   | 17   | 20   | 12   | 23   | 19   |      |      |
| Амур             | 20             | 21   | 22   | 12   | 25   | 28   | 28   | 25   | 22   | 13   | 23   | 17   | 19   | 19   | 17   | 15   | 22   |      |      |
| Лада             | 13             | 22   | В    | В    | В    | В    | 24   | 26   | 27   | 25   | В    | В    | В    | В    | В    | 12   | 20   |      |      |
| Слован           |                |      |      |      | 13   | 21   | 26   | 15   | 17   | 24   | 25   |      |      |      |      |      |      |      |      |
| Медвешчак        |                |      |      |      |      | 11   | 23   | 20   | 24   |      |      |      |      |      |      |      |      |      |      |
| Шанхай Дрэгонс   |                |      |      |      |      |      |      |      | 18   | 23   | 20   | 18   | 22   | 24   | 21   | 19   | 18   |      |      |
|                  | Металлург (Нк) | 21   | 24   | 23   | 16   | 21   | 27   | 27   | 28   | 29   | В    | В    | В    | В    | В    | В    | В    | В    | В    |
| Лев (Попрад)     |                |      |      | 21   |      |      |      |      |      |      |      |      |      |      |      |      |      |      |      |
| Химик            | 24             | ВЛ   | М    | М    | М    | М    | М    | В    | В    | В    | В    | В    | В    | В    | В    | В    | В    | В    |      |

- * Включая историю выступления «Динамо» Мск до объединения с ХК МВД в 2010 году.

| Цвет         | Значение                                 |
| ------------ | ---------------------------------------- |
| Красный      | Обладатель Кубка Гагарина                |
| Жёлтый       | Вице-чемпион                             |
| Зелёный      | Полуфиналист                             |
| Голубой      | Четвертьфиналист                         |
| Синий        | Участник плей-офф                        |
| Светло-серый | Команда, не прошедшая в плей-офф         |
| Серый        | Команда, не принимающая участие в сезоне |

## Судейство
За судейство в КХЛ отвечает департамент судейства и главный арбитр КХЛ. Главный арбитр КХЛ — Алексей Анисимов (с 02.09.2016), ранее эту должность занимал заслуженный тренер России Владимир Плющев (с 13.02.2015 по 13.07.2016).
По состоянию на август 2022 года лидерами по количеству матчей в КХЛ среди главных судей являются Константин Оленин (877 игр), Алексей Раводин (829) и Алексей Белов (761). Среди линейных — Дмитрий Сивов (737), Сергей Шелянин (699) и Александр Садовников (692).

## Трофеи и награды
| Команда        | Титулов |
| -------------- | ------- |
| Ак Барс        | 3       |
| ЦСКА           | 3       |
| Металлург (Мг) | 3       |
| СКА            | 2       |
| Динамо (Мск)   | 2       |
| Салават Юлаев  | 1       |
| Авангард       | 1       |
| Локомотив      | 1       |

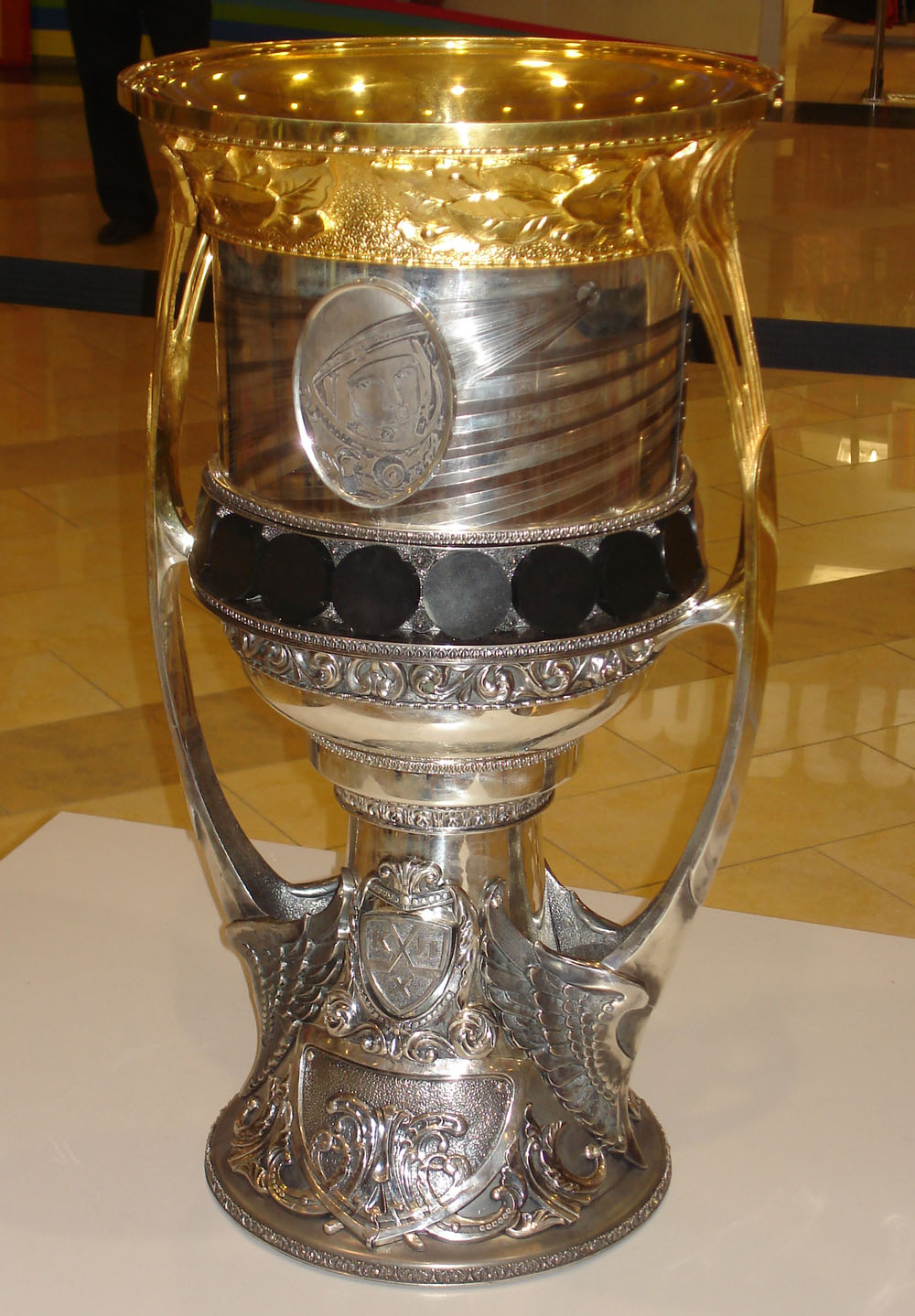
Кубок Гагарина 2009 год

Ежегодно лига определяет лучших участников завершившегося чемпионата посредством голосования среди руководителей КХЛ, генеральных менеджеров, тренеров клубов, игроков и спортивных журналистов. Номинанты и победители оглашаются в конце сезона, после финальной игры на специальном вечере, посвящённом чествованию лучших команд, игроков, тренеров, судей, руководителей команд, а также подведению итогов состоявшегося сезона.
Самая престижная командная награда — Кубок Гагарина, присуждается победителю по окончании плей-офф и вручается непосредственно на льду после завершения решающей игры финальной серии. Команда, закончившая регулярный сезон с наибольшим количеством очков, получает Кубок Континента.
Также существует множество наград, присуждаемых игрокам на основе их выступлений в течение регулярного сезона. В дополнение к призам регулярного чемпионата присуждаются трофеи по итогам плей-офф и всего сезона.
Кроме того, КХЛ по итогам каждого сезона называет лучшего журналиста, освещающего события чемпионата, и отмечает работу и наиболее удачные проекты пресс-служб и маркетинговых отделов клубов лиги на специальной премии КХЛ по маркетингу и коммуникациям.
| Трофей                                                            | Примечание                                                                                                 |
| ----------------------------------------------------------------- | --- |
| Кубок Гагарина                                                    | Вручается команде-победителю плей-офф                                                                      |
| Кубок Континента им. В. В. Тихонова                               | Вручается команде-победителю регулярного чемпионата                                                        |
| Кубок победителя конференции «Запад»                              | Вручается команде-победителю серии финала Западной конференции в плей-офф                                  |
| Кубок победителя конференции «Восток»                             | Вручается команде-победителю серии финала Восточной конференции в плей-офф                                 |
| Приз имени Всеволода Боброва                                      | Вручается команде, забросившей наибольшее количество шайб в матчах чемпионата                              |
| Приз «Самому ценному игроку плей-офф»                             | Вручается самому ценному игроку розыгрыша плей-офф Кубка Гагарина по мнению лиги                           |
| Приз «Лучшему снайперу»                                           | Вручается игроку, забросившему наибольшее количество шайб в регулярном чемпионате                          |
| Приз «Лучшему бомбардиру»                                         | Вручается игроку, набравшему наибольшее количество очков по системе «гол+пас» в регулярном чемпионате      |
| Приз «Золотая клюшка»                                             | Вручается самому ценному игроку чемпионата по мнению главных тренеров клубов КХЛ                           |
| Приз «Самому результативному защитнику»                           | Вручается защитнику, набравшему наибольшее количество очков по системе «гол+пас» в регулярном чемпионате   |
| Приз «Лучшему вратарю»                                            | Вручается самому лучшему вратарю по итогам чемпионата                                                      |
| Приз имени Алексея Черепанова                                     | Вручается лучшему молодому игроку лиги (не старше 21 года) по итогам чемпионата                            |
| Приз «Золотой шлем»                                               | Вручается игрокам, включённым в символическую сборную сезона (один вратарь, два защитника, три нападающих) |
| Приз «Самому полезному игроку»                                    | Вручается игроку, имеющему лучший показатель полезности по системе «плюс/минус» в регулярном чемпионате    |
| Приз «За верность хоккею»                                         | Вручается лучшему играющему ветерану-наставнику                                                            |
| Приз «Железный человек»                                           | Вручается игроку, который провёл наибольшее количество матчей в чемпионатах КХЛ за предыдущие три сезона   |
| Приз «Лучшему тренеру»                                            | Вручается лучшему главному тренеру по итогам чемпионата                                                    |
| Приз имени Валентина Сыча                                         | Вручается лучшему руководителю хоккейного клуба по итогам чемпионата                                       |
| Приз имени Андрея Старовойтова «Золотой свисток»                  | Вручается лучшему главному арбитру по итогам чемпионата                                                    |
| Приз имени Михаила Галиновского «Золотой свисток линейного судьи» | Вручается лучшему линейному арбитру по итогам чемпионата                                                   |

## КХЛ во внешнем мире и на международных турнирах
Начиная с сезона 2018/19 КХЛ реализует проект KHL World Games — лига организовывает вынесенные матчи в других странах, не представленных на карте лиги. В сезоне 2018/19 СКА и ЦСКА сыграли против «Слована» в австрийской Вене, а затем встретились с рижским «Динамо» в Цюрихе. В сезоне 2019/20 вынесенный матч состоялся в Давосе между «Салаватом Юлаевым» и «Ак Барсом». В сезоне 2020/21 из-за пандемии игр KHL World Games не было, но уже в следующем году встреча чемпионата КХЛ впервые состоялась в Дубае — встречались «Авангард» и «Ак Барс». В сезоне 2024/25 матч КХЛ в рамках проекта KHL World Games состоялся в Ташкенте, где встретились минское «Динамо» и московский «Спартак».
Также команды КХЛ принимают участие в крупных международных хоккейных турнирах.

### Кубок Шпенглера
До 2019 года некоторые клубы КХЛ принимали участие в Кубке Шпенглера. После этого турнир не проводился из-за пандемии коронавируса.
| Год  | Клуб                   | Результат  |
| ---- | ---------------------- | ---------- |
| 2008 | Динамо Москва          | Победитель |
| 2009 | Динамо Минск           | Победитель |
| 2010 | СКА                    | Победитель |
| 2010 | Спартак                | 1/4 финала |
| 2011 | Динамо Рига            | Финалист   |
| 2012 | Салават Юлаев          | 1/4 финала |
| 2013 | ЦСКА                   | Финалист   |
| 2014 | Салават Юлаев          | Финалист   |
| 2014 | Йокерит                | 1/4 финала |
| 2014 | Медвешчак              | 1/4 финала |
| 2015 | Автомобилист           | 1/2 финала |
| 2015 | Йокерит                | 1/4 финала |
| 2016 | Динамо Минск           | 1/2 финала |
| 2016 | Автомобилист           | 1/4 финала |
| 2017 | Динамо Рига            | 1/4 финала |
| 2018 | Металлург Магнитогорск | 1/4 финала |
| 2019 | Салават Юлаев          | 1/4 финала |

### Континентальный кубок
Два раза клуб КХЛ принял участие в Континентальном кубке.
| Год  | Клуб    | Результат  |
| ---- | ------- | ---------- |
| 2013 | Донбасс | Победитель |
| 2014 | Донбасс | 2 место    |

### Лига чемпионов
Клубы КХЛ приняли участие в единственном розыгрыше хоккейной Лиги чемпионов.
| Год     | Клуб          | Результат |
| ------- | ------------- | --------- |
| 2008/09 | Металлург Мг  | Финалист  |
| 2008/09 | Салават Юлаев | Полуфинал |

## КХЛ на ТВ и в YouTube
Матчи чемпионата КХЛ в России транслируются на федеральном канале Матч ТВ, каналах лиги KHL и KHL Prime и на 18 телеканалах в 15 регионах России. В сезоне 2021/22 было проведено 1276 международных трансляций, в том числе в США и Канаде: перед стартом чемпионата лига подписала договоры с ESPN+ и Portable.tv.
Летом 2021 года был произведён ребрендинг телеканалов КХЛ. С сезона 2021/22 стартовали обновлённые каналы KHL и KHL Prime (ранее они назывались КХЛ ТВ и КХЛ HD).

## Партнёры и спонсоры КХЛ
| Компания    | Отрасль                     | Примечание                                      | Начало сотрудничества |
| ----------- | --------------------------- | ----------------------------------------------- | --------------------- |
| Фонбет      | Букмекерские услуги         | Титульный партнёр КХЛ                           | 2017                  |
| Согаз       | Страхование                 | Генеральный партнёр и страховщик чемпионата КХЛ | 2008                  |
| Т-Банк      | Банковские услуги           | Генеральный партнёр КХЛ                         | 2023                  |
| Мир         | Платёжная система           | Партнёр чемпионата КХЛ                          | 2022                  |
| Ростелеком  | Телекоммуникации            | Партнёр чемпионата КХЛ                          | 2015                  |
| Lada        | Автопроизводитель           | Партнёр чемпионата КХЛ                          | 2022                  |
| Яндекс.Плюс | Подписка на сервисы Яндекса | Партнёр чемпионата КХЛ                          | 2023                  |
| СТТ         | Дистрибьютор транспорта     | Партнёр чемпионата КХЛ                          | 2023                  |
| Haier       | Бытовая техника             | Партнёр чемпионата КХЛ                          | 2015                  |

Coca-Cola Россия в период с 2016 по 2019 годы получила статус Партнёра КХЛ. SAP была технологическим партнёром лиги.
22 сентября 2021 года КХЛ объявила о запуске ресурса KHL.cards для выпуска коллекционных NFT карточек в партнёрстве с холдингом Block-chan.com. Карточки планируется продавать на международной криптовалютной бирже Binance, при этом холдинг является техническим провайдером выпуска NFT токена.
В сезоне 2021/22 над созданием и выпуском имиджевой продукции с символикой КХЛ и клубов в тридцати товарных категориях работали более двадцати компаний. В их числе компании Atributika & Club, Panini, «Солвекс» и магазин toy.ru.
Согласно исследованию «Рейтинга букмекеров» в 2021 году 400 млн рублей в развитие лиги инвестировал букмекер «Фонбет». Помимо спонсорства лиги компания имеет спонсорские контракты с четырьмя командами лиги.
Перед стартом сезона 2022/23 круг официальных спонсоров и партнёров КХЛ сократился, в блоке спонсоров и партнёров на сайте лиги больше не упоминаются SAP, MasterCard, Hankook Tire и группы ERIELL. В то же время, 2 августа 2022 года было объявлено о заключении соглашения о титульном партнёрстве на три года с букмекерской компанией «Фонбет». По оценке редакции «Рейтинга Букмекеров», КХЛ будет получать от спонсора 1,3-1,5 млрд рублей за сезон.
В сезоне 2022/23 спонсорами и партнёрами КХЛ являются букмекерская контора «Фонбет», страховая компания СОГАЗ, телекоммуникационная компания «Ростелеком», платёжная система «Мир», компания по производству бытовой техники и электроники Haier, «Почта России», социальная сеть VK и радиостанция «Авторадио».

## Команды, покинувшие лигу
В следующей таблице приведены команды, покинувшие состав клубов КХЛ. Также 4 российских клуба покидали состав участников КХЛ, среди них ярославский «Локомотив» (в сезоне 2011/12), московский «Спартак» (в сезоне 2014/15), владивостокский «Адмирал» (в сезоне 2020/21), тольяттинская «Лада» (с сезона 2010/2011 по 2013/2014, а также с сезона 2017/2018 по 2022/2023) но позже возвращались в лигу обратно.
| Команда   | Город          | Стадион                             | Лига                         | Последний сезон выступлений | Примечание |
| --------- | -------------- | ----------------------------------- | ---------------------------- | --------------------------- | --- |
| Химик     | Воскресенск    | ЛДС «Подмосковье»                   | ВХЛ                          | 2008/09                     | Клуб покинул КХЛ в сезоне 2009/10. Пять лет играл в МХЛ. Сейчас играет в ВХЛ.                                        |
| ХК МВД    | Балашиха       | Балашиха-Арена                      | —                            | 2009/10                     | Клуб был распущен после объединения с московским «Динамо».                                                           |
| Лев       | Попрад         | Татравагонка Арена                  | —                            | 2011/12                     | Переезд клуба в чешскую Прагу.                                                                                       |
| Донбасс   | Донецк         | ДС «Дружба»                         | УХЛ                          | 2013/14                     | Не выступает в КХЛ по причине военных действий на территории региона.                                                |
| Лев       | Прага          | Типспорт Арена                      | —                            | 2013/14                     | Приостановил участие, начиная с сезона 2014/15 в связи с финансовыми проблемами.                                     |
| Атлант    | Мытищи         | Арена Мытищи                        | МХЛ                          | 2014/15                     | В 2015 году из-за отсутствия спонсора клуб был расформирован. Молодёжная команда продолжает играть в МХЛ.            |
| Медвешчак | Загреб         | Дом Спортова                        | Международная хоккейная лига | 2016/17                     | Возвращение в австрийскую лигу из-за финансовых проблем.                                                             |
| Металлург | Новокузнецк    | Дворец спорта кузнецких металлургов | ВХЛ                          | 2016/17                     | Команда показала самые худшие результаты среди всех команд. Перешла в ВХЛ.                                           |
| Югра      | Ханты-Мансийск | КРК Арена-Югра                      | ВХЛ                          | 2017/18                     | Команда показала самые худшие результаты среди всех команд. Перешла в ВХЛ.                                           |
| Слован    | Братислава     | Словнафт Арена                      | Словацкая экстралига         | 2018/19                     | Команда исключена из КХЛ из-за отсутствия финансовой поддержки со стороны государства и неэффективности менеджмента. |
| Йокерит   | Хельсинки      | Хартвалл Арена                      | Местис                       | 2021/22                     | Покинули ввиду начавшегося военного вторжения России на Украину                                                      |
| Динамо    | Рига           | Арена Рига                          | Латвийская хоккейная лига    | 2021/22                     | Покинули ввиду начавшегося военного вторжения России на Украину                                                      |
| Витязь    | Балашиха       | Арена «Балашиха»                    | —                            | 2024/25                     | В 2025 году из-за отсутствия спонсора участие клуба в лиге было приостановлено до 2030 года.                         |

## Статистика и рекорды
| По матчам       | По матчам |  | По очкам          | По очкам |  | По голам          | По голам |  | По передачам                  | По передачам |
| Игрок           | Матчи     |  | Игрок             | Очки     |  | Игрок             | Голы     |  | Игрок                         | Передачи     |
| --------------- | --------- |  | ----------------- | -------- |  | ----------------- | -------- |  | ----------------------------- | ------------ |
| Вадим Шипачёв   | 1062      |  | Вадим Шипачёв     | 980      |  | Сергей Мозякин    | 419      |  | Вадим Шипачёв                 | 600          |
| Евгений Бирюков | 1001      |  | Сергей Мозякин    | 928      |  | Найджел Доус      | 293      |  | Сергей Мозякин                | 509          |
| Сергей Мозякин  | 842       |  | Данис Зарипов     | 682      |  | Данис Зарипов     | 292      |  | Данис Зарипов                 | 390          |
| Илья Каблуков   | 820       |  | Александр Радулов | 581      |  | Вадим Шипачёв     | 262      |  | Александр Радулов             | 388          |
| Данис Зарипов   | 802       |  | Найджел Доус      | 550      |  | Михаил Варнаков   | 218      |  | Линус Умарк                   | 305          |
| Александр Попов | 771       |  | Мэтт Эллисон      | 458      |  | Джефф Плэтт       | 202      |  | Александр Попов               | 290          |
| Егор Аверин     | 765       |  | Никита Гусев      | 451      |  | Роман Старченко   | 200      |  | Кевин Даллмэн                 | 289          |
| Евгений Кетов   | 761       |  | Брэндон Боченски  | 444      |  | Александр Радулов | 193      |  | Никита Гусев                  | 287          |
| Михаил Варнаков | 748       |  | Сергей Широков    | 441      |  | Мэтт Эллисон      | 193      |  | Дмитрий Кагарлицкий           | 273          |
| Андрей Стась    | 744       |  | Кевин Даллмэн     | 431      |  | Сергей Широков    | 192      |  | Мэтт Эллисон Брэндон Боченски | 265          |

| Лидеры по очкам среди защитников | Лидеры по очкам среди защитников |  | Лидеры по матчам среди вратарей | Лидеры по матчам среди вратарей |  | Лидеры по победам среди вратарей | Лидеры по победам среди вратарей |  | Лидеры по матчам «на ноль» среди вратарей | Лидеры по матчам «на ноль» среди вратарей |
| Защитник                         | Очки                             |  | Вратарь                         | Матчи                           |  | Вратарь                          | Победы                           |  | Вратарь                                   | Матчи «на ноль»                           |
| -------------------------------- | -------------------------------- |  | ------------------------------- | ------------------------------- |  | -------------------------------- | -------------------------------- |  | ----------------------------------------- | ----------------------------------------- |
| Кевин Даллмэн                    | 431                              |  | Василий Кошечкин                | 735                             |  | Василий Кошечкин                 | 367                              |  | Василий Кошечкин                          | 88                                        |
| Илья Никулин                     | 367                              |  | Константин Барулин              | 596                             |  | Александр Ерёменко               | 299                              |  | Александр Ерёменко                        | 63                                        |
| Кирилл Кольцов                   | 322                              |  | Александр Ерёменко              | 515                             |  | Константин Барулин               | 258                              |  | Илья Сорокин                              | 60                                        |
| Юусо Хиетанен                    | 283                              |  | Якуб Коварж                     | 436                             |  | Якуб Коварж                      | 198                              |  | Константин Барулин                        | 50                                        |
| Евгений Медведев                 | 262                              |  | Майкл Гарнетт                   | 401                             |  | Майкл Гарнетт                    | 185                              |  | Якуб Коварж                               | 45                                        |
| Ник Бэйлен                       | 255                              |  | Илья Ежов                       | 398                             |  | Илья Сорокин                     | 184                              |  | Станислав Галимов                         | 43                                        |
| Сами Лепистё                     | 248                              |  | Илья Проскуряков                | 371                             |  | Станислав Галимов                | 172                              |  | Ларс Юханссон                             | 42                                        |
| Яков Рылов                       | 245                              |  | Юха Метсола                     | 357                             |  | Юха Метсола                      | 169                              |  | Юха Метсола                               | 36                                        |
| Крис Ли                          | 245                              |  | Станислав Галимов               | 354                             |  | Эмиль Гарипов                    | 163                              |  | Микко Коскинен                            | 32                                        |
| Денис Куляш                      | 236                              |  | Иван Касутин                    | 315                             |  | Хенрик Карлссон                  | 161                              |  | Майкл Гарнетт                             | 31                                        |

### Факты
- Илья Проскуряков, Эдгарс Масальскис, Виталий Еремеев, Йони Ортио и Илья Коновалов — пять вратарей, на счёт которых была записана заброшенная шайба[70].
- Рекорд по продолжительности матча. Пятая игра 1/2 финала конференции Запад в сезоне 2017/2018, проходившая 22.03.2018 (стартовая сирена прозвучала в 19:30, а финальная в 01:33[71]) в Москве в «Ледовом спорткомплексе ЦСКА имени В. М. Боброва» между московским ЦСКА и хельсинкским «Йокеритом», была рекордной и длилась 142 минуты и 9 секунд. Победителем матча стал хельсинкский клуб, а решающую шайбу в начале пятого овертайма забросил Мика Ниеми[72].
- Самая продолжительная победная серия команды КХЛ в регулярном чемпионате насчитывает 20 матчей. В сезоне 2017/2018 этой отметки достиг СКА.
- В регулярном чемпионате сезона 2018/2019 вратарь екатеринбургского «Автомобилиста» Якуб Коварж выиграл 38 матчей, что является рекордом в КХЛ по победам за один сезон.
- В 2017 году был забит самый быстрый гол в истории КХЛ — на 5-й секунде матча «Салават Юлаев» — «Локомотив», который проходил 10 декабря в Уфе, это сделал защитник ярославского Локомотива Александр Елесин, побив тем самым предыдущий рекорд, принадлежавший Александру Радулову.
- В декабре сезона 2011/12 защитник «Трактора» Александр Рязанцев стал первым защитником в истории КХЛ, забившим в семи матчах подряд[73][74].
- Защитник астанинского клуба «Барыс» Кевин Даллмэн в первом сезоне КХЛ побил рекорд отечественных чемпионатов среди защитников-бомбардиров, принадлежавший Вячеславу Фетисову (в сезоне 1983/84 Фетисов забросил 19 шайб и отдал 30 передач); Даллмэн забросил 28 шайб и отдал 31 передачу (также был побит рекорд среди защитников-снайперов, принадлежавший Олегу Пигановичу — 22 шайбы за «Трактор»).
- Рекорд самой длинной серии послематчевых буллитов в Континентальной хоккейной лиге принадлежит матчу «Динамо» (Рига) — «Локомотив» (Ярославль) прошедшему 6 октября 2016 года в Риге. Основное время матча и овертайм закончился со счётом 2:2. По правилам турнира победителя определила серия буллитов. Команды сделали по 18 попыток (всего 36 бросков). В итоге победили хозяева «Динамо» (Рига) 3:2Б. Этот матч перекрыл по количеству буллитов предыдущее достижение, установленное в матче 3 октября 2012 года СКА (С-Петербург) — «Нефтехимик» 2:3 Б, в котом команды сделали по 15 попыток (30 бросков)[75].
- 22 декабря 2018 года установлен рекорд посещаемости КХЛ и европейского клубного хоккея. Матч между СКА и ЦСКА в Санкт-Петербурге, который проходил на стадионе футбольного клуба «Зенит», привлёк на трибуны 67770 зрителей[76].
- Рекорд «сухой серии» среди вратарей принадлежит Тимуру Билялову, играющему за Ак Барс. В сезоне 2019/20 он не пропускал на протяжении 316 минут и 9 секунд. Предыдущий рекорд принадлежит Алексею Мурыгину, игравшему за ярославский «Локомотив». В сезоне 2015/16 он не пропускал на протяжении 302 минут и 11 секунд. Всего 3 минут 46 секунд не хватило вратарю для того, чтобы побить абсолютный рекорд чемпионатов России по продолжительности сухой серии, который принадлежит Иржи Трваю. Чешский вратарь, выступавший за «Ладу» в сезоне-2003/04, не пропускал на протяжении 305 минут 56 секунд. Предыдущий рекорд принадлежал также вратарю «Локомотива» — Кёртису Сэнфорду, который сохранял свои ворота в неприкосновенности на протяжении 237 минут 33 секунд[77].
- Рекорд длительности сухого времени в плей-офф принадлежит вратарю челябинского «Трактора» Майклу Гарнетту — он отстоял на ноль 211 минут и 41 секунду в плей-офф сезона 2012/13, пропустив затем гол от Сергея Калинина из омского «Авангарда».
- Максим Кицын — самый юный игрок лиги, который забрасывал шайбу в КХЛ. Он отличился в возрасте 16 лет 254 дня (03.09.2008 в матче против минского «Динамо»).
- 6 октября 2014 года нападающий нижегородского «Торпедо» Войтек Вольский установил рекорд КХЛ, сделав самый быстрый хет-трик в истории лиги (он забил три гола подряд в матче с «Сибирью» за 1 минуту 46 секунд игрового времени).
- Самая крупная сухая победа в плей-офф кубка Гагарина была одержана «Ак Барсом» над «Салаватом Юлаевым» со счётом 8:0 (3.03.2016). 16 апреля 2025 года минское «Динамо» повторило этот рекорд, обыграв «Трактор» с тем же счётом[78]. Самая крупная победа в плей-офф также принадлежит «Ак Барсу» — 11:1 над омским «Авангардом» (14.03.2009).
- 2 декабря 2017 года состоялся первый в КХЛ матч на открытом воздухе (не в помещении), когда в Финляндии встретились «Йокерит» и санкт-петербургский СКА[79], победил СКА со счётом 4:3[80].